# Antonio Giustiniani Casabianca
Antonio Giustiniani Casabianca fue un médico francés de Córcega (4 de octubre de 1853 - Alajuela 20 de septiembre de 1936). 
Estuvo en Panamá durante los trabajos de la construcción del canal interoceánico por los franceses y posteriormente se trasladó a Costa Rica, donde contrajo nupcias con Luisa Millet de Castella, perteneciente a una familia muy acaudalada. De este matrimonio nació un hijo único, Miguel Giustiniani Millet, que murió soltero.
Se distinguió por su oposición al régimen de Federico Alberto Tinoco Granados, y se decretó su expulsión de Costa Rica. Colaboró activamente con los movimientos antinoquistas encabezados por Julio Acosta García. A su regreso el Congreso Constitucional le concedió el título de Ciudadano de Honor de Costa Rica el 19 de junio de 1920. 